# Chrysophyllum aulacocarpum
Chrysophyllum aulacocarpum – gatunek drzew należących do rodziny sączyńcowatych. Jak wszystkie gatunki z tej rodziny występuje w strefie tropikalnej.